# Saint-Denis-lès-Sens
Saint-Denis-lès-Sens is een gemeente in het Franse departement Yonne (regio Bourgogne-Franche-Comté) en telt 650 inwoners (2004). De plaats maakt deel uit van het arrondissement Sens.
Tussen 620 en 1790 stond hier de koninklijke Abdij Sainte-Colombe.

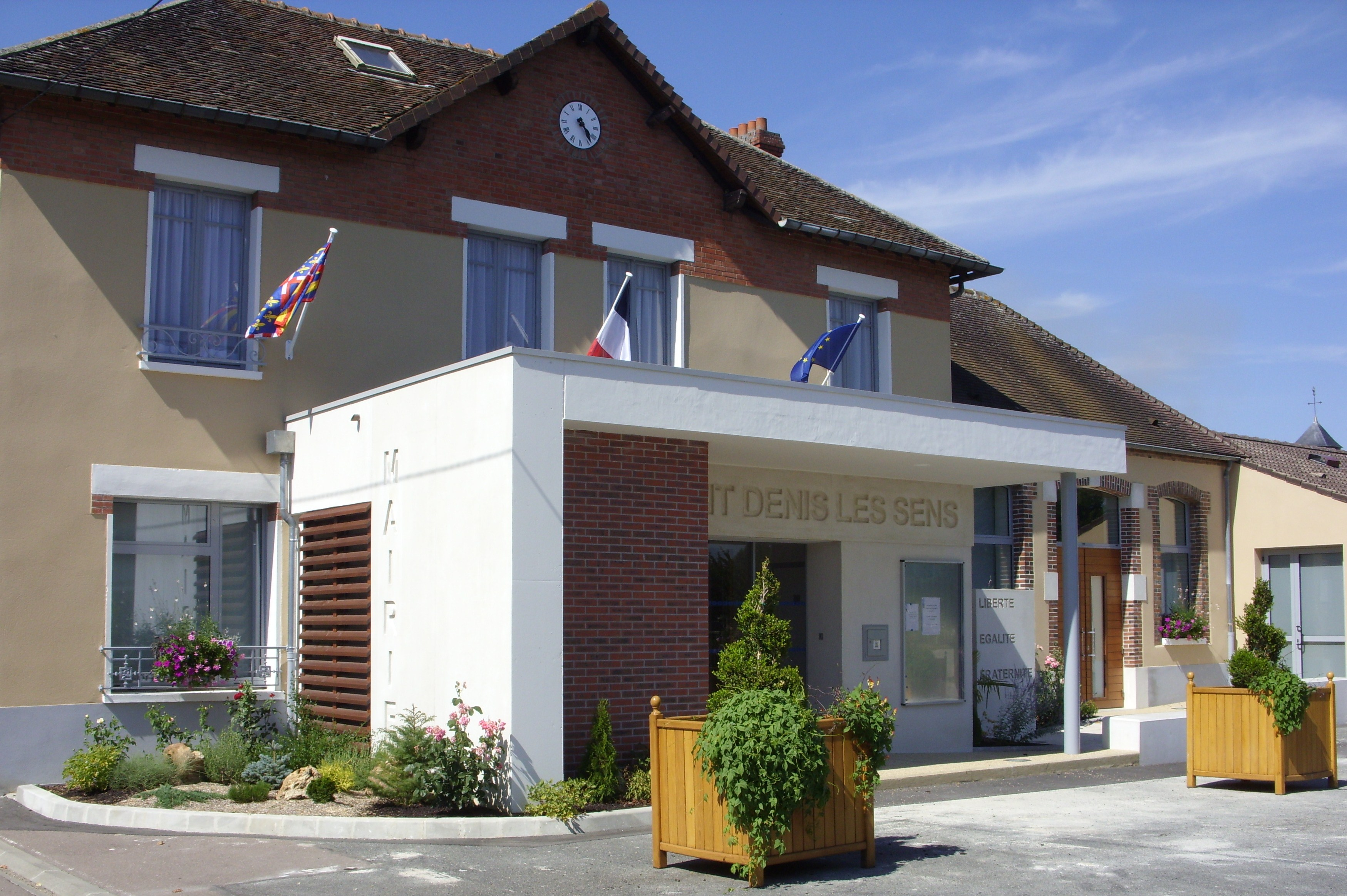
Gemeentehuis
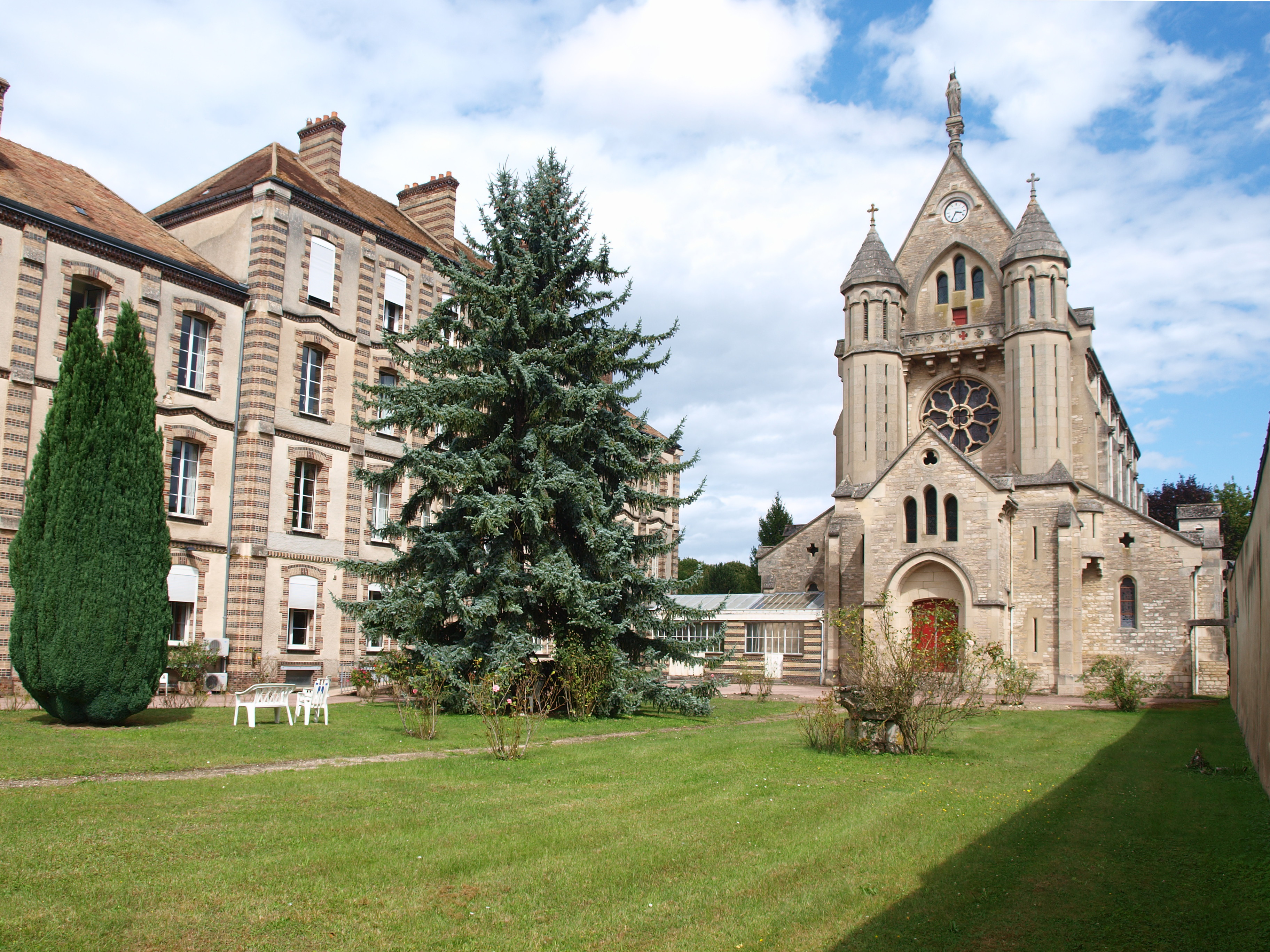
Voormalige Abdij Sainte-Colombe

## Geografie
De oppervlakte van Saint-Denis-lès-Sens bedraagt 6,8 km², de bevolkingsdichtheid is 95,6 inwoners per km².
De onderstaande kaart toont de ligging van Saint-Denis-lès-Sens met de belangrijkste infrastructuur en aangrenzende gemeenten.

## Demografie
Onderstaande figuur toont het verloop van het inwonertal (bron: INSEE-tellingen).